# Bitka v Jelenovem Žlebu
Bitka v Jelenovem Žlebu je bila bitka v drugi svetovni vojni, ki je potekala med bataljonom italijanske divizije Macerata in dvema brigadama partizanske vojske 26. marca 1943 v bližini Jelenovega Žleba v Sloveniji.

## Dogodki pred bitko
Pred samo bitko se je na širšem območju Notranjske in Kočevja zgodilo več pomembnih dogodkov, ki so pomembno vplivali na potek in izid bitke.

### Napad Narodnoosvobodilne vojske na Dolenjo vas
Glavnina slovenske narodnoosvobodilne vojske se je sredi marca 1943 odpravila iz Kočevja proti Notranjski. Prva je 22. marca krenila v predhodnici Šercerjeva brigada, ostale enote pa so šele naslednjo noč prečkale Ribniško dolino in se razporedile na pobočju Velike gore. Nameravale so napasti sovražno postojanko v Dolenji vasi in nato italijanske oddelke prisiliti, da sprejmejo boj pod Veliko goro. V ugodnem trenutku bi se čez njen gorski teren umaknile v Loški potok. 
V noči 24. marca je udarna Cankarjeva brigada napadla italijanske čete in vaške straže v vasi, vendar je bila po posredovanju sovražnih tankov odbita.

### Italijanski odgovor
Medtem je poveljstvo italijanske jurišne skupine XXI. Aprile, s poveljstvom v Ribnici, koncentriralo čete za protinapad.
Italijani so načrtovali čelni napad na partizanske položaje na Veliki gori s tremi bataljoni (3., 71. fašistična bataljona in 1. bataljon 51. polka), medtem ko bi dva bataljona pri Lenčku in Jelenovem dolu partizanom zaprla umik. 
Zjutraj 25. marca so italijanski oddelki ob podpori topništva (baterija s 75 mm topovi), oklepnih enot in letalstva napadli partizanske enote, ki so se bile vkopale na črti Kot–Dane–Podgora–Zadolje–Rakitnica. 
Italijanski napad se je izjalovil zaradi napačne ocene partizanske moči s strani italijanskega poveljstva v Ribnici (razmerje moči 2:1 v korist partizanov). 
Medtem je bataljon italijanske obmejne straže prodrl na prelaz Lenček (kota 923) in zaprl pot za umik čez Travno goro. Južni del klešč je predstavljal bataljon italijanske divizije Macerata, ki se je napotil iz Grčaric proti Jelenovemu Žlebu. Vendar so morali na poti prenočiti v bližini Male Bele stene.
Italijansko poveljstvo je po neuspelem napadu 25. marca zahtevalo okrepitve, saj bi bil drugače celoten načrt ogrožen. Te so pričele na ribniško kočevsko prihajati še pred koncem istega dne. Italijani so bili tako okrepljeni s 3. bataljonom 24. polka divizije Isonzo, posebnim bataljonom fašistične divizije Cacciatori delle Alpi ter z baterijo topov kalibra 152 mm. 
Tako je italijanske sile na tem področju na koncu sestavljalo sedem pehotnih bataljonov s 3308 vojaki in častniki, dve topniški bateriji, oklepni vlak, vod oklepnih avtomobilov in vod tankov (plamenometalcev).

### Umik narodnoosvobodilnih čet
Partizansko vodstvo je kmalu začelo sumiti, da se pripravlja večji napad. Tako je bil izdan ukaz brigadam, naj zapustijo utrjene položaje na pobočjih Velike gore. V noči med 25. in 26. marcem so se brigade skupaj z ranjenci v dveh kolonah premaknile proti zahodu. Severna kolona, v kateri sta bili Tomšičeva in Šercerjeva brigada, sta prišli nemoteno do Jelenovega Žleba, medtem ko je južno kolono (Cankarjevo in Gubčevo brigado ter štaba Notranjske in Dolenjske operativne cone) pri Mali Beli steni presenetil bataljon Macerata, ki se je odpravljal na nove položaje bliže Ribnici.

## Bitka
Partizansko poveljstvo je hitro izkoristilo ugoden položaj, v katerem so se znašle partizanske enote. 1. in 2. bataljon Cankarjeve ter 2. bataljon Gubčeve brigade so Italijane stisnili v podkev in v hitri akciji zavzeli koto 1080, greben Male Bele stene, s katero so partizani pridobili višji položaj. S kote je bil italijanski bataljon in njegovi premiki jasno viden, kar je pomenilo veliko taktično prednost partizanskih enot.
360 partizanov s 6 težkimi in 18 lahkimi mitraljezi ter lahkim minometom je napadlo preko 480 italijanskih vojakov, ki so imeli v svoji oborožitvi 12 težkih in 24 lahkih mitraljezov ter dva srednja minometa. Partizani so po uri in pol zasedli nekatere italijanske položaje in prisilili nasprotnika k umiku. Italijanski umik se je odvijal povsem neorganizirano in se je ponekod spremenil celo v beg.
Okoli 11. ure je bila bitka končana, saj se brigadi nista podali v zasledovanje umikajočega se sovražnika. Italijanske enote so se brez reda prek gozda umaknile do Glažute in se pričele zbirati šele v Grčaricah.
Italijanski bataljon Macerata je v bitki utrpel velike izgube. 106 vojakov je padlo, 102 pa sta bila ranjena. Partizanske enote so utrpele 5 padlih in 20 ranjenih borcev. V boju so zasegli 7 težkih in 12 lahkih mitraljezov, 1 težki minomet in 190 pušk.

## Razplet
26. marca so se medtem okrepljene italijanske enote ponovno usmerile v napad proti pobočjem Velike gore, ki so jih prejšnji dan napadle neuspešno. Partizani so medtem položaje že zapustili, zaradi česar so Italijani nadaljevali pohod proti zahodu. Šele naslednji dan so prišli na prizorišče bitke pri Jelenovem Žlebu, 28. marca pa so se vrnili v izhodiščne baze. 
Brigade Narodnoosvobodilne vojske so se po bitki premaknile proti Loškemu potoku ter se razporedile v Dragi in Podpreski. Poveljstvo štabov brigad ter štabov Dolenjske in Notranjske operativne cone je obravnavalo izkušnje in uspehe bojev, medtem ko so imeli borci nekaj dni oddiha. 
Leta 1958 so nad breznom v Jelenovem Žlebu postavili spomenik, katerega avtor je bil kipar Stojan Batič. Zaradi kraje je bil pozneje zamenjan s spominsko ploščo, ki je v 21. stoletju, kot mnogo partizanskih obeležij, predmet vandalizma.